# Ummidia gabrieli
Espèce
Ummidia gabrieli est une espèce d'araignées mygalomorphes de la famille des Halonoproctidae.

## Distribution
Cette espèce est endémique de Basse-Californie du Sud au Mexique,.

## Description
La carapace du mâle holotype mesure 9,0 mm de long sur 8,39 mm et la carapace de la femelle paratype mesure 8,25 mm de long sur 7,45 mm.

## Étymologie
Cette espèce est nommée en l'honneur du chanteur Peter Gabriel.

## Publication originale
- Godwin & Bond, 2021 : « Taxonomic revision of the New World members of the trapdoor spider genus Ummidia Thorell (Araneae, Mygalomorphae, Halonoproctidae). » ZooKeys, no 1027, p. 1-65 (texte intégral).